# 자유민주당 집행부
자유민주당 집행부(일본어: 自由民主党執行部 지유민슈토싯코부[*])는 일본 자유민주당 중앙당에서 중요 업무를 집행하는 당직자들의 총칭이다.

## 개요
자유민주당에서는 간사장, 총무회장, 정무조사회장(정조회장)의 3역이 총재에 이어 최고 간부이기 때문에 이들을 "당3역"이라고 칭한다. 관례적으로 총재를 제외하고 집행부에 소속된 당직자들은 내각 각료를 겸임하지 않으며 당의 업무에만 집중하도록 되어 있다.
당3역 외에도 "당4역"이나 "당5역"이라고 칭하는 경우가 있는데, 당4역은 당3역에 참의원 의원회장 또는 부총재를 더한 것이고, 당5역은 당3역에 참의원 의원회장, 참의원 간사장을 더한 것이다.
2007년 9월 23일 총재에 취임한 후쿠다 야스오는 당직 개편을 실시하며 그동안 간사장의 관할 하에 있던 당 선거대책총국을 폐지하고 대신 총재 직할의 선거대책위원회를 설치하여 선거대책위원장에게 당3역과 동등한 지위를 부여하여 총재의 선거 지휘 권한 강화를 목표로 했다. 따라서 당3역에 선거대책위원장을 더한 "당4역"이 자민당 최고 간부를 나타내는 단적인 용어가 됐다. 그러나 2009년 9월 28일 다니가키 사다카즈 총재 취임 이후 선거대책위원장이 다시 선거대책국장으로 격하되면서 당3역의 체제로 되돌아갔다. 이후 2012년 12월 제46회 중의원 의원 총선거 후에 열린 당직 개편에서는 선거대책국장이 또다시 당3역과 동격인 선거대책위원장으로 격상됐고 다시 당4역 체제가 되었다.
또한 고이즈미 준이치로 총재 취임 이후부터는 총재와 당3역(또는 당4역)은 형식적으로나마 자신이 소속된 파벌에서 이탈하게 된다. 이 때문에 당3역(또는 당4역)은 출신 파벌을 자신의 지주로 삼으면서도, 파벌의 정기 모임에는 거의 참석하지 않는다. 하지만 파벌의 수장이 당3역(또는 당4역)으로 있는 경우, 파벌 수장은 파벌 운영에 필수적인 존재이기 때문에 파벌 정기 모임에 참석하는 경우가 많다. 또 파벌 수장이 당3역(또는 당4역)으로 있는 동안 해당 파벌 소속 의원의 일부가 파벌에서 이탈하는 사례도 많다.
현재의 "당5역"은 부총재, 간사장, 총무회장, 정무조사회장, 선거대책위원장을 가리킨다. 부총재에는 총재의 의사에 따라 파벌의 균형을 중시하는 중립 성향 정치인이 지명되거나, 총재가 필요하지 않다고 판단할 경우에는 아예 공석으로 두는 경우도 있다. "당10역"은 총재, 부총재, 간사장, 총무회장, 정무조사회장, 국회대책위원장, 참의원 의원회장, 선거대책위원장, 간사장 대행, 총재 특별보좌관을 말한다. 그러나 "당3역"이나 "당10역"과 같은 칭호는 편의를 위해 만들어진 칭호일 뿐 자민당 당칙 상에 규정된 것은 아니다.

## 역대 당10역
- 황색 배경 : 당 간부를 거친 후에 총재가 된 사람을 나타낸다.
- 청색 배경 : 총재를 거친 후에 당 간부가 된 사람을 나타낸다.

각 직책에 대한 이해
- 간사장 : 한국의 사무총장 격
- 총무회장 : 당의 최고 의사결정 기관(한국의 최고위원회에 해당)인 총무회의 수장
- 정무조사회장 : 한국의 정책위의장 격
- 국회대책위원장 : 한국의 원내대표 격[주 1]
- 선거대책위원장 : 당의 선거 전략을 구상하고 후보자 공천을 담당하는 선거대책위원회의 수장[주 2]

|  | 하토야마 이치로   |                   | 기시 노부스케       | 이시이 미쓰지로     | 미즈타 미키오     | 나카무라 우메키치 | 마쓰노 쓰루헤이   |                   |                 |                   |
|  | 이시바시 단잔     | 미키 다케오       | 스나다 시게마사     | 쓰카다 주이치로     | 구라이시 다다오   | 노무라 기치사부로 |                   |                   |                 |                   |
|  | 기시 노부스케     | 미키 다케오       | 스나다 시게마사     | 쓰카다 주이치로     | 구라이시 다다오   | 노무라 기치사부로 |                   |                   |                 |                   |
|  | 오노 반보쿠       | 가와시마 쇼지로   | 스나다 시게마사     | 미키 다케오         | 무라카미 이사무   | 요시노 신지       |                   |                   |                 |                   |
|  | 오노 반보쿠       | 가와시마 쇼지로   | 사토 에이사쿠       | 미키 다케오         | 무라카미 이사무   | 요시노 신지       |                   |                   |                 |                   |
|  | 오노 반보쿠       | 가와시마 쇼지로   | 고노 이치로         | 후쿠다 다케오       | 무라카미 이사무   | 요시노 신지       |                   |                   |                 |                   |
|  | 오노 반보쿠       | 후쿠다 다케오     | 마스타니 슈지       | 나카무라 우메키치   | 무라카미 이사무   | 요시노 신지       |                   |                   |                 |                   |
|  | 오노 반보쿠       | 가와시마 쇼지로   | 이시이 미쓰지로     | 후나다 나카         | 후쿠나가 겐지     | 시게무네 유조     |                   |                   |                 |                   |
|  | 오노 반보쿠       | 이케다 하야토     | 마스타니 슈지       | 호리 시게루         | 시나 에쓰사부로   | 시게무네 유조     | 오자와 사에키     |                   |                 |                   |
|  | 오노 반보쿠       | 이케다 하야토     | 마스타니 슈지       | 호리 시게루         | 후쿠다 다케오     | 시게무네 유조     | 야마무라 신지로   |                   |                 |                   |
|  | 오노 반보쿠       | 이케다 하야토     | 마에오 시게사부로   | 아카기 무네노리     | 다나카 가쿠에이   | 시게무네 유조     | 에사키 마스미     |                   |                 |                   |
|  | 오노 반보쿠       | 이케다 하야토     | 마에오 시게사부로   | 아카기 무네노리     | 가야 오키노리     | 다케야마 유타로   | 하야시야 가메지로 |                   |                 |                   |
|  | 오노 반보쿠       | 이케다 하야토     | 마에오 시게사부로   | 후지야마 아이이치로 | 미키 다케오       | 소노다 스나오     | 하야시야 가메지로 |                   |                 |                   |
|  | 가와시마 쇼지로   | 이케다 하야토     | 미키 다케오         | 나카무라 우메키치   | 스토 히데오       | 사사키 히데요     | 하야시야 가메지로 |                   |                 |                   |
|  | 가와시마 쇼지로   | 사토 에이사쿠     | 미키 다케오         | 나카무라 우메키치   | 스토 히데오       | 사사키 히데요     | 하야시야 가메지로 |                   |                 |                   |
|  | 가와시마 쇼지로   | 다나카 가쿠에이   | 마에오 시게사부로   | 아카기 무네노리     | 나카노 시로       | 아오키 가즈오     |                   |                   |                 |                   |
|  | 가와시마 쇼지로   | 다나카 가쿠에이   | 후쿠나가 겐지       | 미즈타 미키오       | 사사키 히데요     | 아오키 가즈오     |                   |                   |                 |                   |
|  | 가와시마 쇼지로   | 후쿠다 다케오     | 시나 에쓰사부로     | 니시무라 나오미     | 사사키 히데요     | 히라이 다로       |                   |                   |                 |                   |
|  | 가와시마 쇼지로   | 후쿠다 다케오     | 하시모토 도미사부로 | 오히라 마사요시     | 하세가와 시로     | 히라이 다로       |                   |                   |                 |                   |
|  | 가와시마 쇼지로   | 다나카 가쿠에이   | 스즈키 젠코         | 네모토 류타로       | 소노다 스나오     | 고리 유이치       |                   |                   |                 |                   |
|  | 가와시마 쇼지로   | 다나카 가쿠에이   | 스즈키 젠코         | 미즈타 미키오       | 쓰카하라 도시오   | 고리 유이치       |                   |                   |                 |                   |
|  | 가와시마 쇼지로   | 호리 시게루       | 나카소네 야스히로   | 고사카 젠타로       | 가네마루 신       | 고리 유이치       |                   |                   |                 |                   |
|  | 다나카 가쿠에이   |                   | 하시모토 도미사부로 | 스즈키 젠코         | 가네마루 신       | 고리 유이치       | 사쿠라우치 요시오 |                   |                 |                   |
|  | 다나카 가쿠에이   | 시나 에쓰사부로   | 하시모토 도미사부로 | 스즈키 젠코         | 가네마루 신       | 고리 유이치       | 사쿠라우치 요시오 |                   |                 |                   |
|  | 다나카 가쿠에이   | 구라이시 다다오   | 하시모토 도미사부로 | 스즈키 젠코         | 하라다 겐         | 고리 유이치       |                   |                   |                 |                   |
|  | 다나카 가쿠에이   | 미즈타 미키오     | 하시모토 도미사부로 | 스즈키 젠코         | 후쿠다 하지메     | 야스이 겐         |                   |                   |                 |                   |
|  | 다나카 가쿠에이   | 니카이도 스스무   | 야마나카 사다노리   | 스즈키 젠코         | 에사키 마스미     | 야스이 겐         |                   |                   |                 |                   |
|  | 미키 다케오       | 나카소네 야스히로 | 나다오 히로키치     | 마쓰노 라이조       | 우노 소스케       | 야스이 겐         |                   |                   |                 |                   |
|  | 미키 다케오       | 우치다 쓰네오     | 마쓰노 라이조       | 사쿠라우치 요시오   | 가이후 도시키     | 야스이 겐         |                   |                   |                 |                   |
|  | 후쿠다 다케오     |                   | 오히라 마사요시     | 에사키 마스미       | 고모토 도시오     | 야스이 겐         | 아베 신타로       |                   |                 |                   |
|  | 후쿠다 다케오     | 후나다 나카       | 오히라 마사요시     | 나카소네 야스히로   | 에사키 마스미     | 미하라 아사오     | 도쿠나가 마사토시 |                   |                 |                   |
|  | 오히라 마사요시   |                   | 사이토 구니키치     | 구라이시 다다오     | 고모토 도시오     | 가네마루 신       | 도쿠나가 마사토시 |                   |                 |                   |
|  | 오히라 마사요시   | 니시무라 에이이치 | 사이토 구니키치     | 구라이시 다다오     | 고모토 도시오     | 가네마루 신       | 도쿠나가 마사토시 |                   |                 |                   |
|  | 오히라 마사요시   | 사쿠라우치 요시오 | 스즈키 젠코         | 아베 신타로         |                   | 가네마루 신       | 도쿠나가 마사토시 |                   |                 |                   |
|  | 스즈키 젠코       | 사쿠라우치 요시오 | 니카이도 스스무     | 아베 신타로         | 다자와 기치로     | 마치무라 긴고     |                   |                   |                 |                   |
|  | 스즈키 젠코       |                   | 니카이도 스스무     | 다나카 다쓰오       | 다나카 로쿠스케   | 마치무라 긴고     | 다무라 하지메     |                   |                 |                   |
|  | 나카소네 야스히로 | 호소다 기치조     | 니카이도 스스무     | 오코노기 히코사부로 | 다나카 로쿠스케   | 기무라 무쓰오     |                   |                   |                 |                   |
|  | 나카소네 야스히로 | 니카이도 스스무   | 다나카 로쿠스케     | 가네마루 신         | 후지오 마사유키   | 모리시타 모토하루 | 후지타 마사아키   |                   |                 |                   |
|  | 나카소네 야스히로 | 니카이도 스스무   | 가네마루 신         | 미야자와 기이치     | 후지오 마사유키   | 에토 다카미       | 후지타 마사아키   |                   |                 |                   |
|  | 나카소네 야스히로 | 니카이도 스스무   | 가네마루 신         | 미야자와 기이치     | 후지오 마사유키   | 후지나미 다카오   | 야마노우치 이치로 |                   |                 |                   |
|  | 나카소네 야스히로 |                   | 다케시타 노보루     | 아베 신타로         | 이토 마사요시     | 와타나베 고조     | 쓰치야 요시히코   |                   |                 |                   |
|  | 다케시타 노보루   | 아베 신타로       | 이토 마사요시       | 와타나베 미치오     |                   | 와타나베 고조     | 쓰치야 요시히코   |                   |                 |                   |
|  | 다케시타 노보루   | 아베 신타로       | 이토 마사요시       | 와타나베 미치오     | 오사다 유지       | 와타나베 고조     |                   |                   |                 |                   |
|  | 우노 소스케       | 하시모토 류타로   | 미즈노 기요시       | 무라타 게이지로     |                   | 와타나베 고조     |                   |                   |                 |                   |
|  | 가이후 도시키     | 오자와 이치로     | 가라사와 슌지로     | 미쓰즈카 히로시     | 오쿠다 게이와     | 하라 분베에       |                   |                   |                 |                   |
|  | 가이후 도시키     | 오자와 이치로     | 니시오카 다케오     | 가토 무쓰키         | 무라오카 가네조   | 하라 분베에       |                   |                   |                 |                   |
|  | 가이후 도시키     | 오부치 게이조     | 니시오카 다케오     | 가토 무쓰키         | 가지야마 세이로쿠 | 하라 분베에       |                   |                   |                 |                   |
|  | 미야자와 기이치   | 와타누키 다미스케 | 사토 고코           | 모리 요시로         | 마스오카 히로유키 | 하라 분베에       |                   |                   |                 |                   |
|  | 미야자와 기이치   | 와타누키 다미스케 | 사토 고코           | 모리 요시로         | 가네마루 신       | 하라 분베에       | 가지야마 세이로쿠 |                   |                 |                   |
|  | 미야자와 기이치   |                   | 사토 고코           | 가지야마 세이로쿠   | 미쓰즈카 히로시   | 가와라 쓰토무     | 사이토 주로       |                   |                 |                   |
|  | 고노 요헤이       | 모리 요시로       | 기베 요시아키       | 하시모토 류타로     | 오자토 사다토시   |                   | 사이토 주로       |                   |                 |                   |
|  | 고노 요헤이       | 모리 요시로       | 기베 요시아키       | 오부치 게이조       | 가토 고이치       | 시마무라 요시노부 | 사이토 주로       |                   |                 |                   |
|  | 고노 요헤이       | 미쓰즈카 히로시   | 무토 가분           | 오부치 게이조       | 가토 고이치       | 야마사키 다쿠     | 엔도 가나메       |                   |                 |                   |
|  | 하시모토 류타로   |                   | 가토 고이치         | 시오카와 마사주로   | 야마사키 다쿠     | 무라오카 가네조   | 엔도 가나메       |                   |                 |                   |
|  | 하시모토 류타로   | 모리 요시로       | 가토 고이치         | 사카노 시게노부     | 야마사키 다쿠     | 무라오카 가네조   |                   |                   |                 |                   |
|  | 하시모토 류타로   | 모리 요시로       | 가토 고이치         | 호리 고스케         | 야마사키 다쿠     | 이노우에 기치오   |                   |                   |                 |                   |
|  | 오부치 게이조     | 모리 요시로       | 후카야 다카시       | 이케다 유키히코     | 고가 마코토       | 이노우에 유타카   |                   |                   |                 |                   |
|  | 오부치 게이조     | 모리 요시로       | 이케다 유키히코     | 가메이 시즈카       | 고가 마코토       | 무라카미 마사쿠니 |                   |                   |                 |                   |
|  | 모리 요시로       | 노나카 히로무     | 이케다 유키히코     | 가메이 시즈카       | 고가 마코토       | 무라카미 마사쿠니 |                   |                   |                 |                   |
|  | 모리 요시로       | 노나카 히로무     | 오자토 사다토시     | 가메이 시즈카       | 고가 마코토       | 무라카미 마사쿠니 |                   |                   |                 |                   |
|  | 모리 요시로       | 고가 마코토       | 무라오카 가네조     | 가메이 시즈카       | 오시마 다다모리   | 무라카미 마사쿠니 |                   |                   |                 |                   |
|  | 고이즈미 준이치로 | 야마사키 다쿠     | 호리우치 미쓰오     | 아소 다로           | 오시마 다다모리   | 다케야마 유타카   |                   |                   |                 |                   |
|  | 고이즈미 준이치로 | 야마사키 다쿠     | 호리우치 미쓰오     | 아소 다로           | 나카가와 히데나오 | 다케야마 유타카   |                   |                   |                 |                   |
|  | 고이즈미 준이치로 | 야마사키 다쿠     | 호리우치 미쓰오     | 아베 신조           | 누카가 후쿠시로   | 다케야마 유타카   |                   |                   |                 |                   |
|  | 고이즈미 준이치로 | 아오키 미키오     | 호리우치 미쓰오     | 아베 신조           | 누카가 후쿠시로   |                   |                   |                   |                 |                   |
|  | 고이즈미 준이치로 | 다케베 쓰토무     | 규마 후미오         | 요사노 가오루       |                   |                   |                   |                   |                 |                   |
|  | 고이즈미 준이치로 | 다케베 쓰토무     | 규마 후미오         | 나카가와 히데나오   | 호소다 히로유키   |                   |                   |                   |                 |                   |
|  | 아베 신조         | 나카가와 히데나오 | 니와 유야           | 나카가와 쇼이치     | 니카이 도시히로   |                   |                   |                   |                 |                   |
|  | 아베 신조         | 아소 다로         | 니카이 도시히로     | 이시하라 노부테루   | 오시마 다다모리   | 오쓰지 히데히사   |                   |                   |                 |                   |
|  | 후쿠다 야스오     | 이부키 분메이     | 니카이 도시히로     | 다니가키 사다카즈   | 오시마 다다모리   | 오쓰지 히데히사   | 고가 마코토       |                   |                 |                   |
|  | 후쿠다 야스오     | 아소 다로         | 사사가와 다카시     | 호리 고스케         | 오시마 다다모리   | 오쓰지 히데히사   | 고가 마코토       |                   |                 |                   |
|  | 아소 다로         | 호소다 히로유키   | 사사가와 다카시     | 호리 고스케         | 오시마 다다모리   | 오쓰지 히데히사   | 고가 마코토       | 시마무라 요시노부 |                 |                   |
|  | 다니가키 사다카즈 | 오시마 다다모리   | 다노세 료타로       | 이시바 시게루       | 가와사키 지로     | 오쓰지 히데히사   |                   |                   |                 |                   |
|  | 다니가키 사다카즈 | 오시마 다다모리   | 이시하라 노부테루   | 이시바 시게루       | 고이케 유리코     | 아이사와 이치로   | 나카소네 히로후미 |                   |                 |                   |
|  | 다니가키 사다카즈 | 오시마 다다모리   | 이시하라 노부테루   | 시오노야 류         | 모테기 도시미쓰   | 기시다 후미오     | 나카소네 히로후미 | 다노세 료타로     | 아이사와 이치로 |                   |
|  | 아베 신조         | 고무라 마사히코   | 이시바 시게루       | 호소다 히로유키     | 아마리 아키라     | 하마다 야스카즈   | 나카소네 히로후미 | 스가 요시히데     | 가토 가쓰노부   |                   |
|  | 아베 신조         | 고무라 마사히코   | 이시바 시게루       | 노다 세이코         | 다카이치 사나에   | 가모시타 이치로   | 나카소네 히로후미 | 가와무라 다케오   | 호소다 히로유키 | 하기우다 고이치   |
|  | 아베 신조         | 고무라 마사히코   | 이시바 시게루       | 노다 세이코         | 다카이치 사나에   | 사토 쓰토무       | 미조테 겐세이     | 가와무라 다케오   | 호소다 히로유키 | 하기우다 고이치   |
|  | 아베 신조         | 고무라 마사히코   | 다니가키 사다카즈   | 니카이 도시히로     | 이나다 도모미     | 사토 쓰토무       | 미조테 겐세이     | 모테기 도시미쓰   | 호소다 히로유키 | 하기우다 고이치   |
|  | 아베 신조         | 고무라 마사히코   | 다니가키 사다카즈   | 니카이 도시히로     | 이나다 도모미     | 사토 쓰토무       | 미조테 겐세이     | 모테기 도시미쓰   | 호소다 히로유키 | 시모무라 하쿠분   |
|  | 아베 신조         | 고무라 마사히코   | 니카이 도시히로     | 호소다 히로유키     | 모테기 도시미쓰   | 다케시타 와타루   | 하시모토 세이코   | 후루야 게이지     | 시모무라 하쿠분 | 니시무라 야스토시 |
|  | 아베 신조         | 고무라 마사히코   | 니카이 도시히로     | 다케시타 와타루     | 기시다 후미오     | 모리야마 히로시   | 하시모토 세이코   | 시오노야 류       | 하기우다 고이치 | 시바야마 마사히코 |
|  | 아베 신조         |                   | 니카이 도시히로     | 가토 가쓰노부       | 기시다 후미오     | 모리야마 히로시   | 하시모토 세이코   | 아마리 아키라     | 하기우다 고이치 | 이나다 도모미     |
|  | 아베 신조         | 스즈키 슌이치     | 니카이 도시히로     | 세키구치 마사카즈   | 기시다 후미오     | 모리야마 히로시   | 시모무라 하쿠분   | 이나다 도모미     | 요시다 히로미   |                   |
|  | 아베 신조         | 스즈키 슌이치     | 니카이 도시히로     | 세키구치 마사카즈   | 기시다 후미오     | 모리야마 히로시   | 시모무라 하쿠분   | 이나다 도모미     | 다카토리 슈이치 |                   |
|  | 스가 요시히데     | 사토 쓰토무       | 니카이 도시히로     | 세키구치 마사카즈   | 시모무라 하쿠분   | 모리야마 히로시   | 야마구치 다이메이 | 노다 세이코       |                 |                   |
|  | 기시다 후미오     | 아소 다로         | 아마리 아키라       | 세키구치 마사카즈   | 후쿠다 다쓰오     | 다카이치 사나에   | 다카기 쓰요시     | 엔도 도시아키     | 가지야마 히로시 |                   |
|  | 기시다 후미오     | 아소 다로         | 모테기 도시미쓰     | 세키구치 마사카즈   | 후쿠다 다쓰오     | 다카이치 사나에   | 다카기 쓰요시     | 엔도 도시아키     | 가지야마 히로시 |                   |
|  | 기시다 후미오     | 아소 다로         | 고쿠바 고노스케     | 세키구치 마사카즈   | 후쿠다 다쓰오     | 다카이치 사나에   | 다카기 쓰요시     | 엔도 도시아키     | 가지야마 히로시 |                   |
|  | 기시다 후미오     | 아소 다로         | 엔도 도시아키       | 세키구치 마사카즈   | 하기우다 고이치   | 모리야마 히로시   | 다카기 쓰요시     |                   | 가지야마 히로시 |                   |
|  | 기시다 후미오     | 아소 다로         | 모리야마 히로시     | 세키구치 마사카즈   | 하기우다 고이치   | 오부치 유코       | 다카기 쓰요시     |                   | 가지야마 히로시 |                   |
|  | 기시다 후미오     | 아소 다로         | 모리야마 히로시     | 세키구치 마사카즈   | 도카이 기사부로   | 오부치 유코       | 하마다 야스카즈   |                   | 가지야마 히로시 |                   |
|  | 이시바 시게루     | 스가 요시히데     | 모리야마 히로시     | 세키구치 마사카즈   | 스즈키 슌이치     | 오노데라 이쓰노리 | 사카모토 데쓰시   | 고이즈미 신지로   | 후쿠다 다쓰오   |                   |
|  | 이시바 시게루     | 스가 요시히데     | 모리야마 히로시     | 다케미 게이조       | 스즈키 슌이치     | 오노데라 이쓰노리 | 사카모토 데쓰시   | 기하라 세이지     | 후쿠다 다쓰오   |                   |
|  | 총재              | 부총재            | 간사장              | 총무회장            | 정무조사회장      | 국회대책위원장    | 참의원 의원회장   | 선거대책위원장    | 간사장 대행     | 총재 특별보좌     |

## 기타
당3역(간사장, 총무회장, 정무조사회장)을 모두 거친 사람은 아베 신타로와 모리 요시로 두 명뿐이며, 총재와 당3역을 모두 거친 사람은 모리 요시로 뿐이다.

## 같이 보기
- 자유민주당 (일본)
- 자유민주당 총재
- 자유민주당 부총재
- 자유민주당 간사장
- 자유민주당 총무회장
- 자유민주당 정무조사회장
- 자유민주당 파벌